# Les Noës-près-Troyes
Les Noës-près-Troyes is een gemeente in het Franse departement Aube (regio Grand Est). De plaats maakt deel uit van het arrondissement Troyes. Les Noës-près-Troyes telde op 1 januari 2022 3.260 inwoners.

## Geografie
De oppervlakte van Les Noës-près-Troyes bedroeg op 1 januari 2022 0,73 vierkante kilometer; de bevolkingsdichtheid was toen 4.465,8 inwoners per km².
De onderstaande kaart toont de ligging van Les Noës-près-Troyes met de belangrijkste infrastructuur en aangrenzende gemeenten.

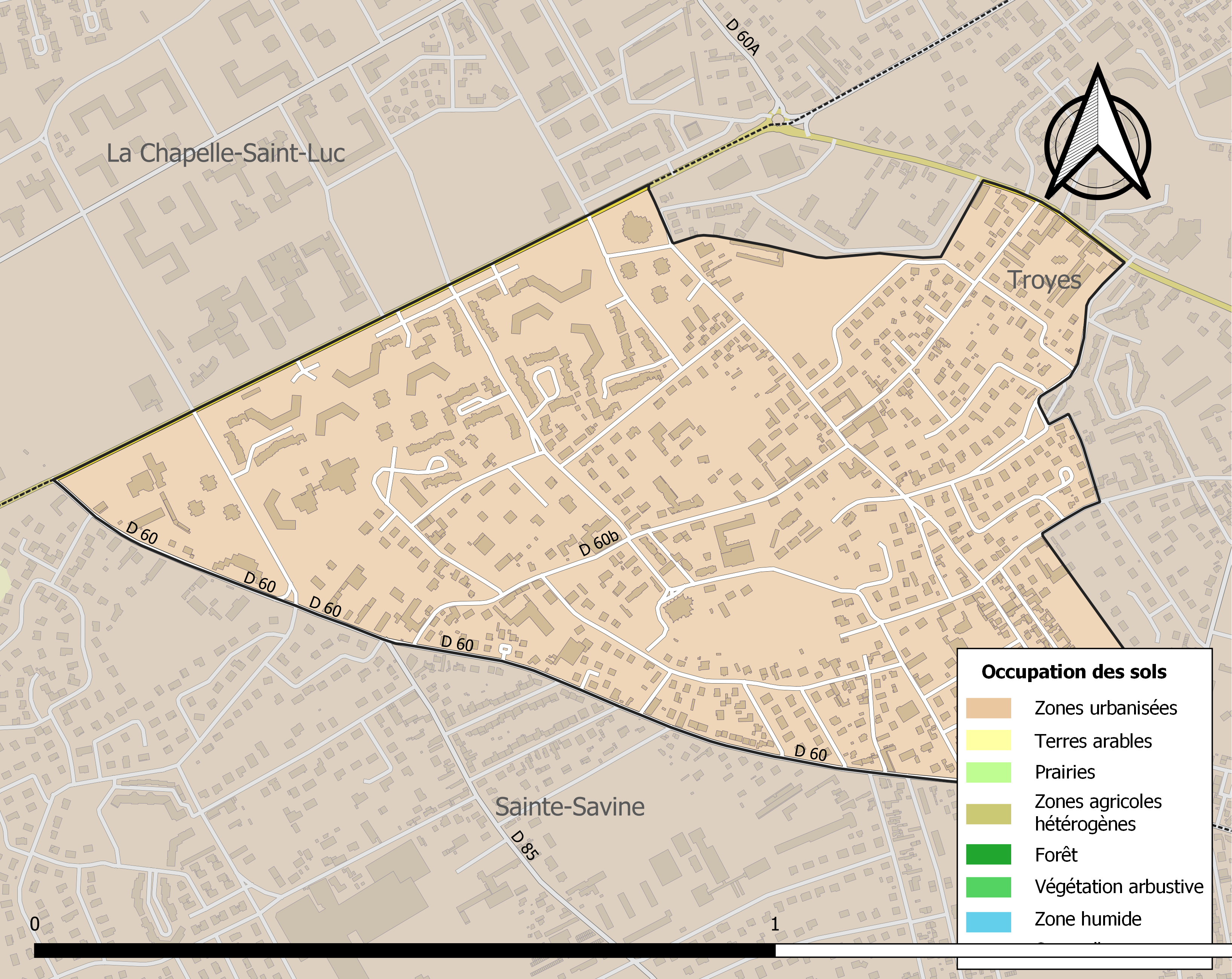

## Demografie
Onderstaande figuur toont het verloop van het inwonertal (bron: INSEE-tellingen).

Vanwege een beveiligingsprobleem met de MediaWiki Graph-software is het momenteel niet mogelijk deze grafiek weer te geven. Zodra de software is bijgewerkt zal de grafiek vanzelf weer zichtbaar worden.